# Villafranca Tirrena
Villafranca Tirrena è un comune italiano di 7 727 abitanti della città metropolitana di Messina in Sicilia.

## Geografia fisica

### Territorio
Il territorio di Villafranca Tirrena confina a nord con il Mar Tirreno, a sud-est con il comune di Messina e a nord-ovest con il territorio comunale di Saponara.
Il territorio altimetricamente si estende tra la quota 0 e 828 m s.l.m., prevalentemente formato da zone collinari che lasciano spazio in prossimità del litorale ad una zona pianeggiante sulla quale sorge gran parte del centro urbano. La maggior parte del territorio comunale è utilizzato a colture specializzate (agrumeto, vigneto, uliveto).
Ciò che lo separa dal comune di Messina è il confine orientale della fiumara Gallo. Nella parte ovest del territorio si trovano i torrenti Calvaruso e Santa Caterina: il primo parte dalle colline soprastanti Calvaruso e scende fino al Mar Tirreno, il secondo ha le sorgenti delle colline di Saponara e Calvaruso e sotto il caseggiato di Bauso presso la SS113 confluisce nel primo dando origine ad un unico delta.

## Storia
Il comune fu costituito nel 1929 con la fusione tra i comuni di Bauso, Calvaruso e Saponara - Villafranca, a cui furono aggregate anche le frazioni Divieto e Serro del comune di Messina. Tuttavia nel 1952 il comune di Saponara Villafranca tornò autonomo col nome di Saponara.
Tra gli anni Sessanta e Novanta del XX secolo il comune ha avuto un grande sviluppo economico sotto la spinta dell'industrializzazione: furono attivi diversi stabilimenti per la lavorazione di cemento, plastica, gomma e manufatti tessili. Dai primi anni Duemila, in seguito alla chiusura delle industrie e alla conseguente riconversione delle relative aree, le principali attività economiche sono rappresentate dal settore terziario, in particolare dal commercio e dal turismo.

### Simboli
Il gonfalone è un drappo di azzurro.

## Monumenti e luoghi d'interesse

### Architetture religiose

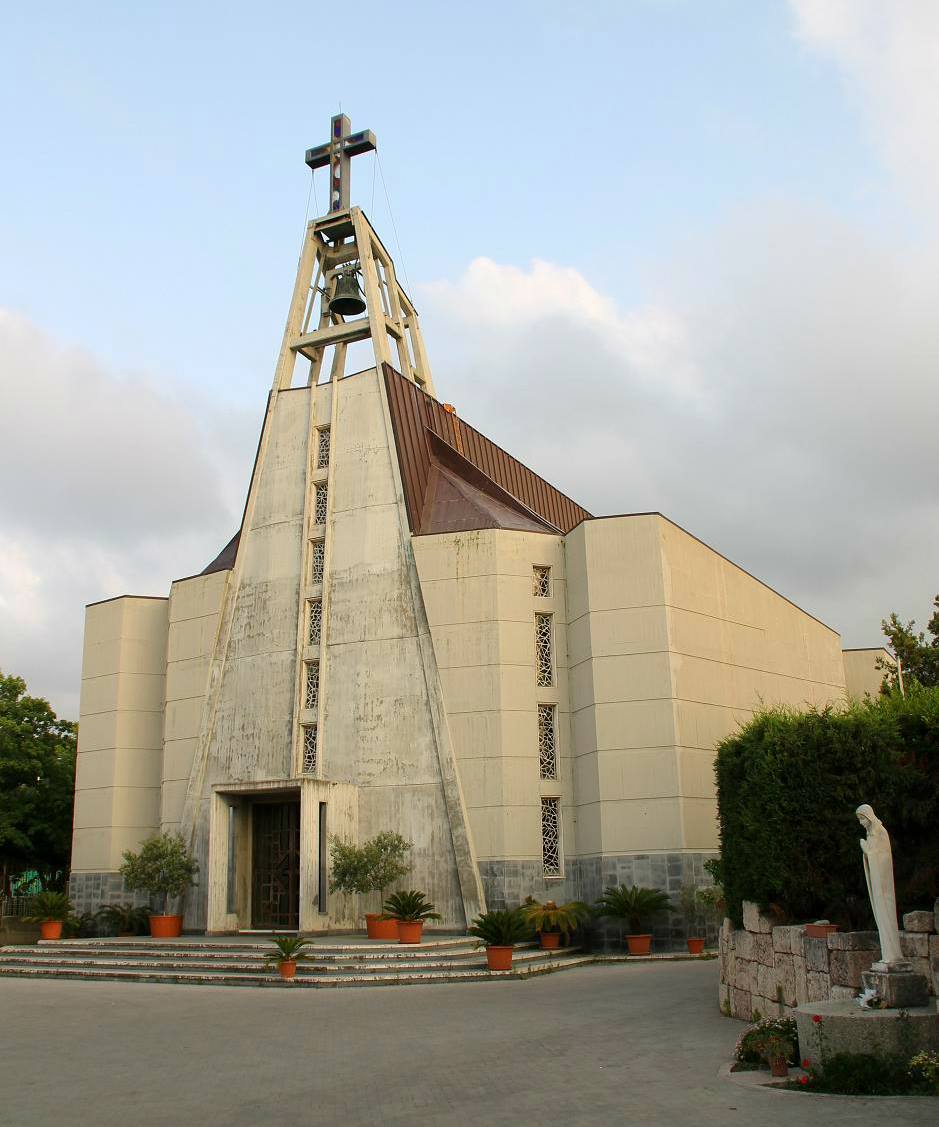
Chiesa di Nostra Signora di Lourdes

- Chiesa di Nostra signora di Lourdes: è stata terminata nel 1976 e consacrata il 26 giugno dello stesso anno. Sopra la chiesa (che presenta un aspetto moderno in perfetta armonia con lo spirito di Lourdes), nella parte anteriore, è presente il campanile, diverso dalle classiche torri campanarie in quanto è costituito da una sola campana, fusa dalla fonderia De Poli. Di impronta spiccatamente post-conciliare, è costituita da un'aula semicircolare, in cui occupano una posizione molto ben visibile l'altare, l'ambone ed il fonte battesimale, il cui marmo bianco fa da contrasto alla struttura in cemento armato. Ad arricchire l'interno vi sono le vetrate multicolore realizzate dalla ditta Favaron di Milano, un portone in ferro e vetro realizzato dall'artigiano villafranchese Vincenzo Pellegrino e l'organo Tamburini, installato nel 1978.

- Chiesa di San Gregorio Magno

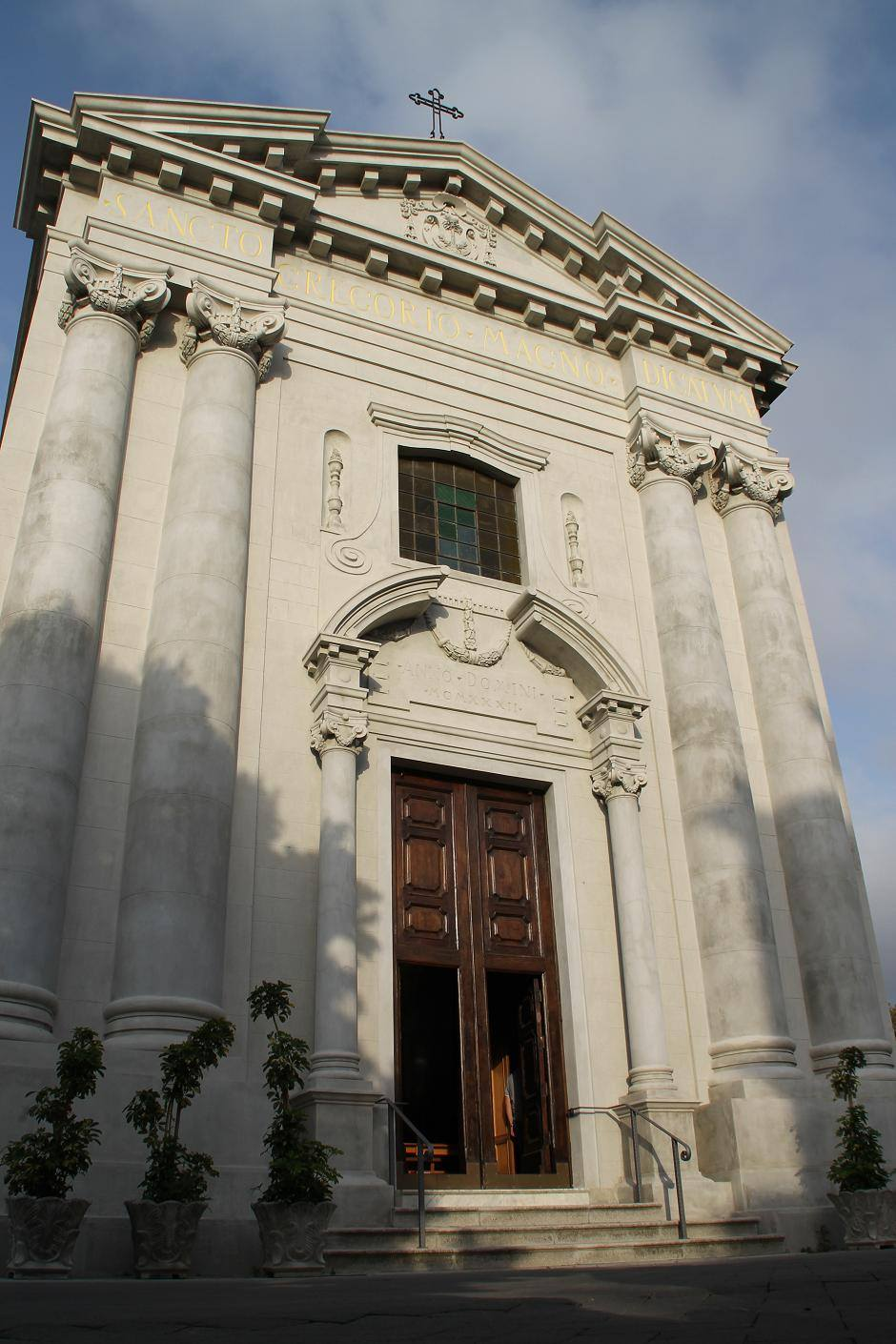
Chiesa di San Gregorio Magno di Villafranca Tirrena

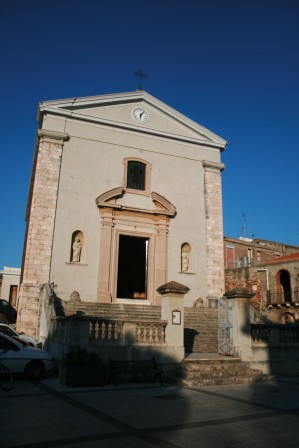
Chiesa Madre

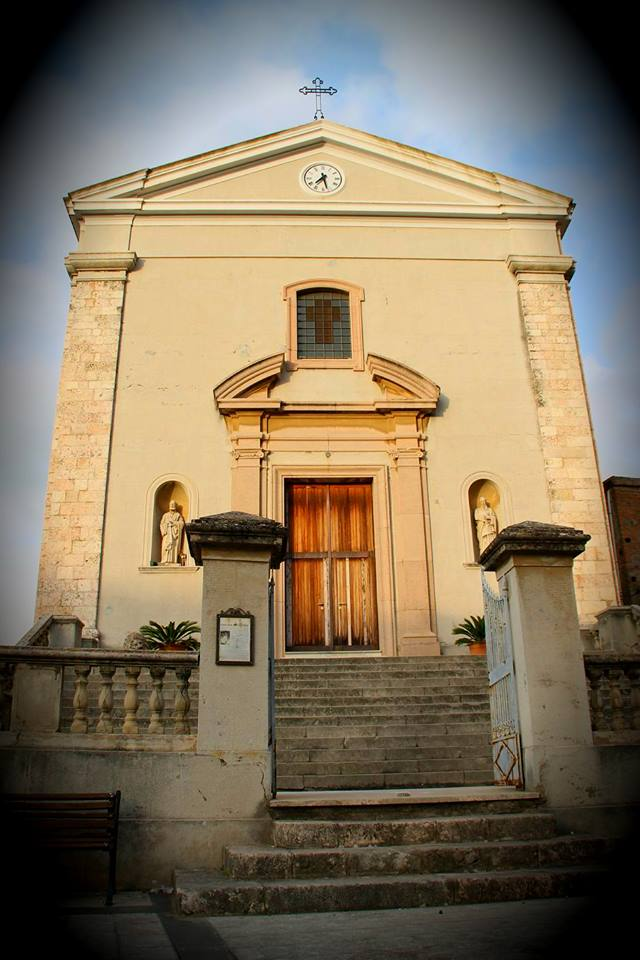
Chiesa madre di San Nicolò di Bari a Villafranca Tirrena

- Chiesa madre di San Nicolò di Bari (Castello).[6] La chiesa madre dedicata a san Nicolò di Bari, santo patrono di Villafranca Tirrena, fu costruita nell'800, probabilmente sui resti di un edificio ecclesiastico di epoca precedente. All'interno, vi sono una croce dipinta del XVI secolo (attribuita a Mariano Riccio), una Madonna con Bambino di bottega Calameccana e due sculture lignee (una della Madonna di Portosalvo e l'altra di San Nicola di Bari, eseguita nel 1859 dal messinese Mollica). Nella chiesa vi è anche una lapide marmorea sulla quale è scolpita una poesia di Felice Bisazza, dedicata a Maria Antonietta Pettini, moglie del Conte Francesco, deceduta nel 1844, all'età di 26 anni. La chiesa di San Nicolò e lo spiazzale antistante costituiscono da secoli lo scenario nel quale si svolge annualmente il "Bamparizzu" del 5 dicembre, un grande falò in onore del Santo Patrono. Scrisse Francesco Nicotra nel 1907:

(Francesco Nicotra, Dizionario illustrato dei comuni di Sicilia, 1907)
- Chiesa della Madonna dei Cerei: in collina, nel villaggio Serro è la chiesa parrocchiale dedicata alla Madonna dei Cerei (Candelora). Anche se edificata in tempi recenti, la chiesa ha origini molto antiche che riportano ai Basiliani di Gesso (limitrofo centro collinare del comune di Messina) i cui beni comprendevano anche il territorio di Serro. Interessante è la tela del pittore Andrea Bruno (1658) raffigurante la Madonna con le anime del Purgatorio. Sugli altari sono presenti diverse statue di buona fattura. Grande devozione lega la gente di Serro alla "Candelora" la cui ricorrenza si celebra il 2 febbraio.
- Chiesa della Madonna delle Grazie: una chiesa situata vicino a quella madre, molto antica, tenuta di proprietà da una famiglia del luogo che ne possiede il diritto di patronato da generazioni, è stata ristrutturata una trentina di anni, la ristrutturazione cambiò notevolmente la facciata
- Chiesa di Santa Margherita (Calvaruso). Scrive Francesco Nicotra nel 1907:

(Francesco Nicotra, Dizionario illustrato dei comuni di Sicilia, 1907)
- Chiesa madre di Calvaruso: è suddivisa in tre navate secondo lo stile tardo-rinascimentale. L'origine della chiesa è da far risalire al 1607, come si rileva sul portale del fianco sinistro, ad opera dei Principi Moncada che l'avevano innalzata in onore della vergine e martire santa Margherita di Antiochia patrona di Calvaruso. L'edificio fu eretto all'entrata del centro abitato, sulla sponda sinistra del torrente, in un luogo pianeggiante, di facile accesso per i fedeli. I Moncada posero ogni loro impegno, affinché questa loro chiesa riuscisse un vero gioiello d'arte. Pensarono, tra l'altro, ad arricchire il prospetto romanico, armonico e maestoso, con un bel rosone artisticamente lavorato. Purtroppo tale prezioso motivo ornamentale è andato distrutto unitamente ai dipinti di Scipio Manni del 1761, scomparsi nel rifacimento del sacro edificio danneggiato dal terremoto del 1894 e più ancora del 1908. La chiesa conserva una preziosa tavola di S. Lucia dipinta nel 1582 da Marco Antonio Vernesio detto il Veneziano, e nella quale vi è l'iscrizione: «Marco Antonio Vernesius 1582 oc opus fieri fecit Pietrus Morteliti». Nel 1761, nel tetto, fu dipinta da Scipio Manni la Gloria di Maria. Presso l'altare maggiore vi è una bellissima statua in legno di S. Margherita, scolpita nel 1871 dall'artista messinese Michele Cangeri. Opera anch'essa assai pregevole, in puro stile barocco, è l'antico ed elegante pulpito dorato che si ammira tuttora nel posto ove in origine venne collocato, come pure l'altare centrale in marmo del medesimo stile.
- Chiesa di Sant'Antonio di Padova

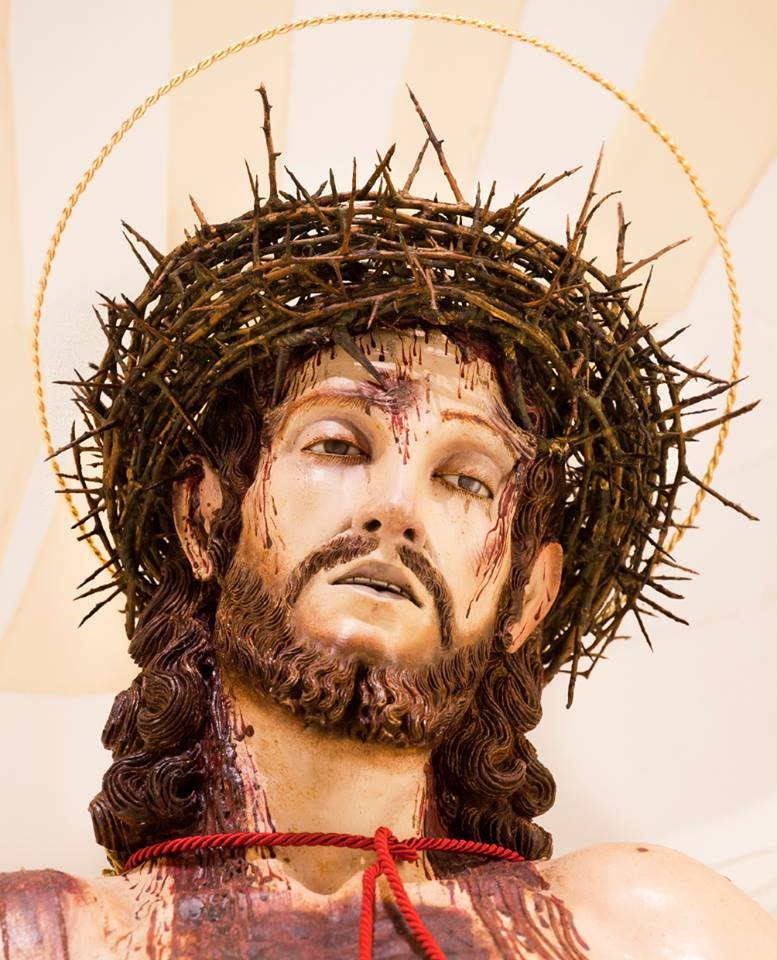
Ecce Homo, santuario di Calvaruso a Villafranca Tirrena

- Santuario dell'Ecce Homo (Calvaruso). Scrive Francesco Nicotra nel 1907:

(Francesco Nicotra, Dizionario illustrato dei comuni di Sicilia, 1907)

### Architetture militari

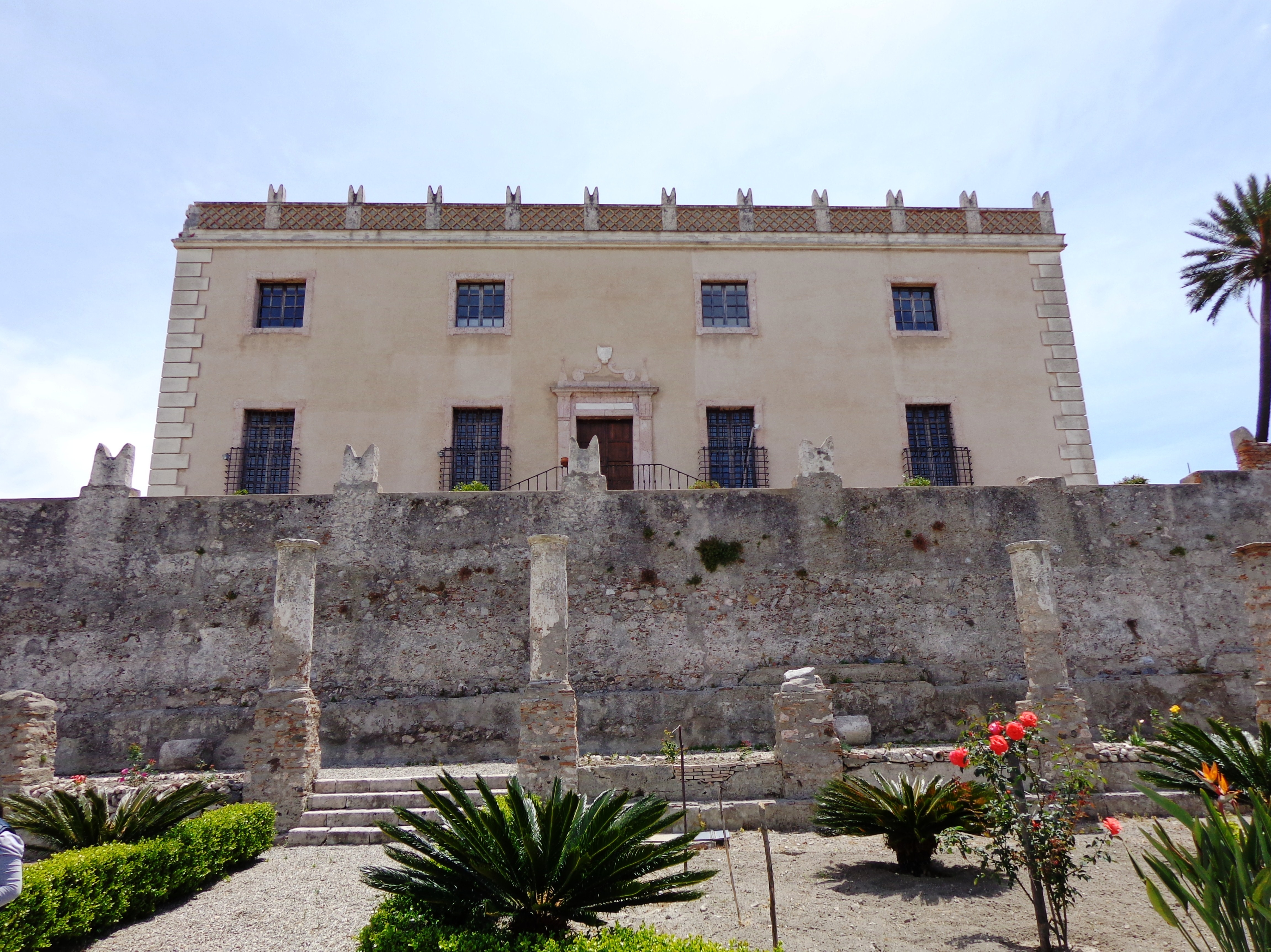
Il castello di Bauso.

Scrive il drammaturgo francese Alexandre Dumas durante le tappe nei suoi viaggi in Sicilia, tessendo una trama sulla storia del castello:
(Alexandre Dumas, Pascal Brunò, 1838)
Castello del Conte: è detto Castelnuovo, e da esso, che è signoreggiante il paese, prese titolo il principato, che nel parlamento generale di Sicilia occupò il XXXI posto. Scrive Francesco Nicotra nel 1907:
(Francesco Nicotra, Dizionario illustrato dei comuni di Sicilia, 1907)
Giardino del Castello
Fu la famiglia dei Pettini ad arricchire l'edificio del Castello di Bauso con rilievi marmorei, busti con ritratti di antenati e con la creazione intorno al castello di un giardino all'italiana. Una passerella collegava direttamente il castello a un laghetto della villa, nel quale una serie di fontanelle permettevano giochi d'acqua e davano vita alle cascate delle grotte artificiali intitolate ai tre Canti della Divina Commedia: Paradiso, Purgatorio e Inferno.
Per la costruzione del giardino sono state utilizzate pietre di colore diverso e vetri multicolori e al suo interno insistevano opere artistiche di pregio come la “Fontana dei quattro Leoni” attribuita alla bottega dello scultore fiorentino Giovanni Angelo Montorsoli.

## Società

### Evoluzione demografica
Abitanti censiti

### Tradizioni e folclore

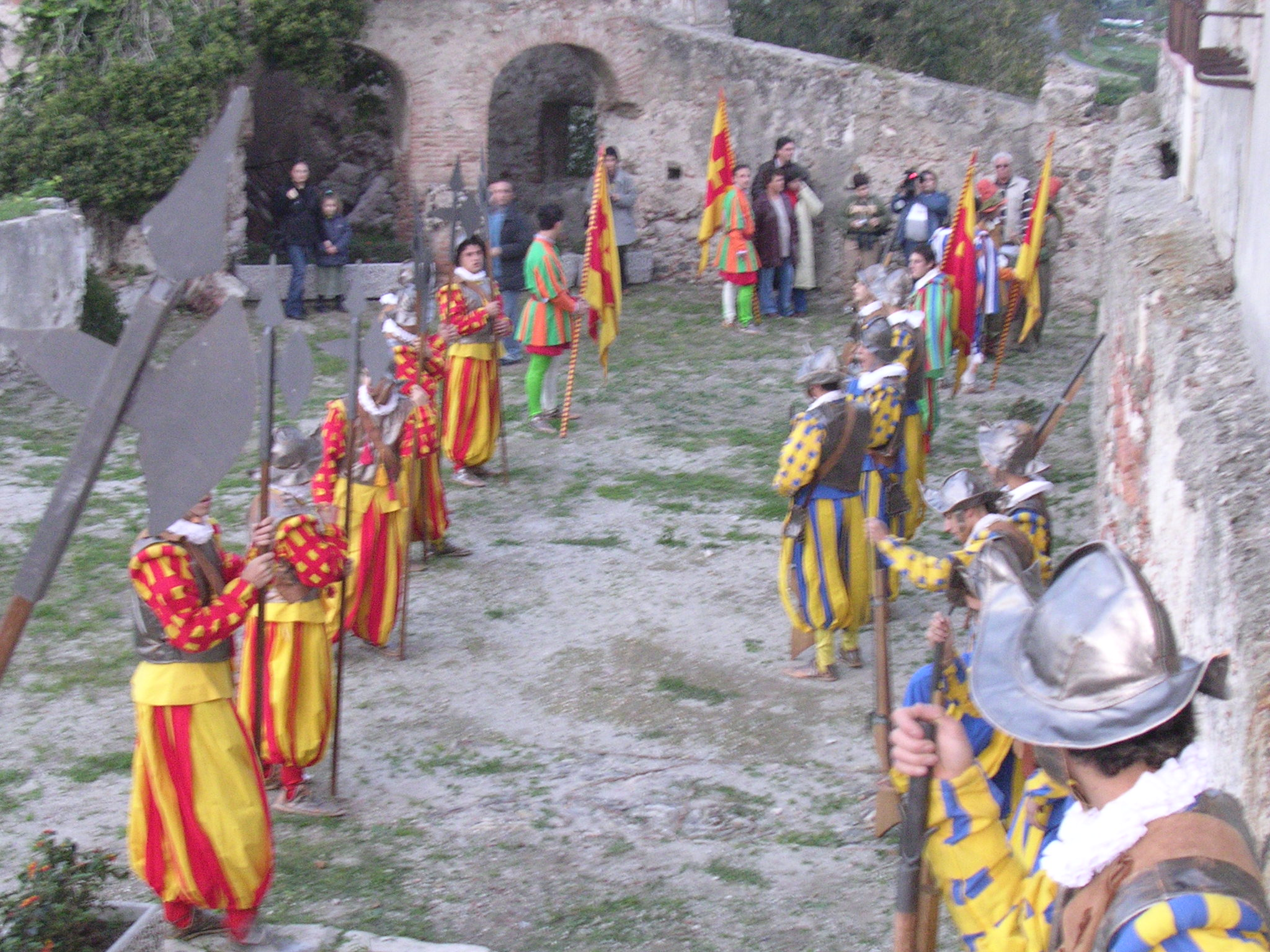
Corteo Storico Festa San Nicola 5 dicembre

L'antica tradizione villafranchese del «Bamparizzu» si ripete il 5 di dicembre alla vigilia del patrono san Nicola. La manifestazione ha carattere storico-culturale e prende vita nel pomeriggio quando dei ragazzi in abiti da pescatori cominciano a trascinare a piedi nudi una barca addobbata con fiori e vecchie lanterne facendola scivolare sulle tipiche falanghe in legno per le vie del paese, dalla marina fino a piazza Castello, questo come segno di buon auspicio e in onore di san Nicola. Dalla piazza Castello, antistante la chiesa madre e il palazzo baronale, parte nel frattempo la Corte Principesca, preceduta da alcuni ragazzi in costume da alabardiere ed archibugiere e da cavalieri a cavallo. I pescatori e i nobili si incontrano davanti al palazzo municipale, e qui avviene la consegna delle chiavi del castello di Bauso da parte del Principe ai pescatori come segno di benevolenza e rispetto. Successivamente la corte e i pescatori proseguono insieme il loro cammino fino a raggiungere la piazza Castello dove al loro arrivo si assiste all'accensione del falò.

## Cultura

### Istruzione

#### Musei

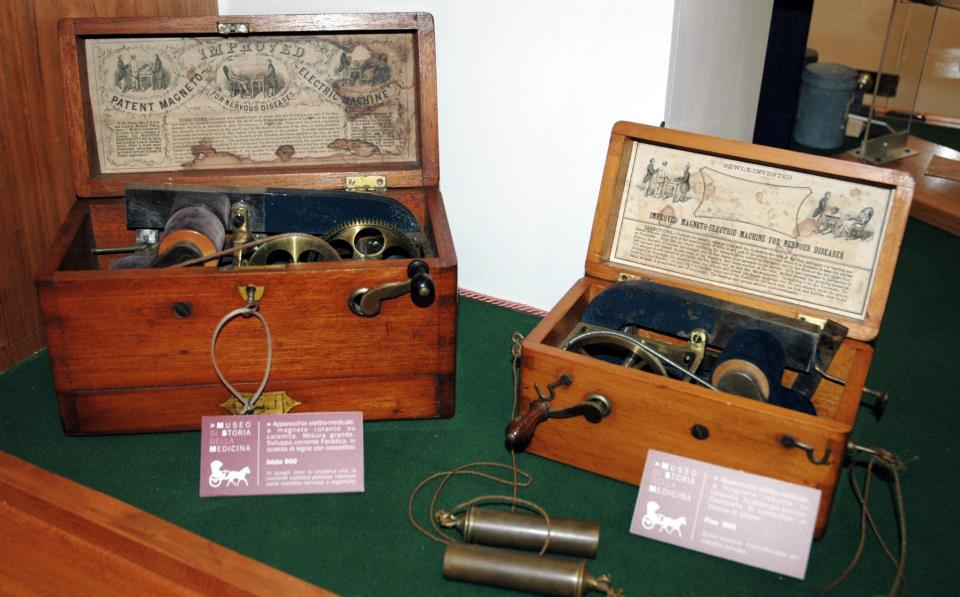
Museo Storia della Medicina di Villafranca Tirrena, Particolare apparecchi elettromedicali

- Museo di Storia della Medicina "Ottavio Badessa": inaugurato nel 2004 dopo una convenzione stipulata fra l'amministrazione comunale e il medico Paolo Badessa, è sito in una palazzina in stile liberty di via Rovere. All'interno vi sono collocati circa 200 reperti di alto valore scientifico, databili fra la fine del Settecento e il 1940, in alcune apposite teche[8]. Nella collezione vi sono alcuni oggetti la cui rarità e legata soprattutto alla loro stessa fragilità o deperibilità dei materiali. Per esempio, l'estrattore di calcoli vescicali, in una sua importante parte è costituito da "crini di cavallo" molto appetiti dalle tarme. Per inciso, di tale strumento perfettamente conservato, ne esistono, di cui si sappia, solo due esemplari, uno al Museo del Royal College of Surgeons e l'altro qui a Villafranca. Un altro esempio di materiale deperibile sono i palloni respiratori delle maschere di Ombredanne, che sono ottenuti da vesciche di maiale essiccate. A proposito di tali apparecchi di Ombredanne si fa osservare una peculiarità: nel museo di Villafranca vi sono quattro di tali apparecchi identici nella concezione tecnica ma diversi nelle fogge perché costruiti in nazioni diverse. È da notare che nei Musei più prestigiosi, hanno al massimo solo due di tali apparecchi[senza fonte]. Un'altra cosa importante da ricordare è che qualunque strumento con manici di avorio, corno o ebano risalgono tutti a prima che nascesse l'idea della sterilità e della disinfezione, quindi nella seconda metà dell'Ottocento.

## Geografia antropica

### Frazioni
Frazioni del comune di Villafranca Tirrena sono: Divieto, Serro, Calvaruso, Castello e Castelluccio.

#### Serro
(Vito Amico, Dizionario Topografico della Sicilia vol. II, 1754)

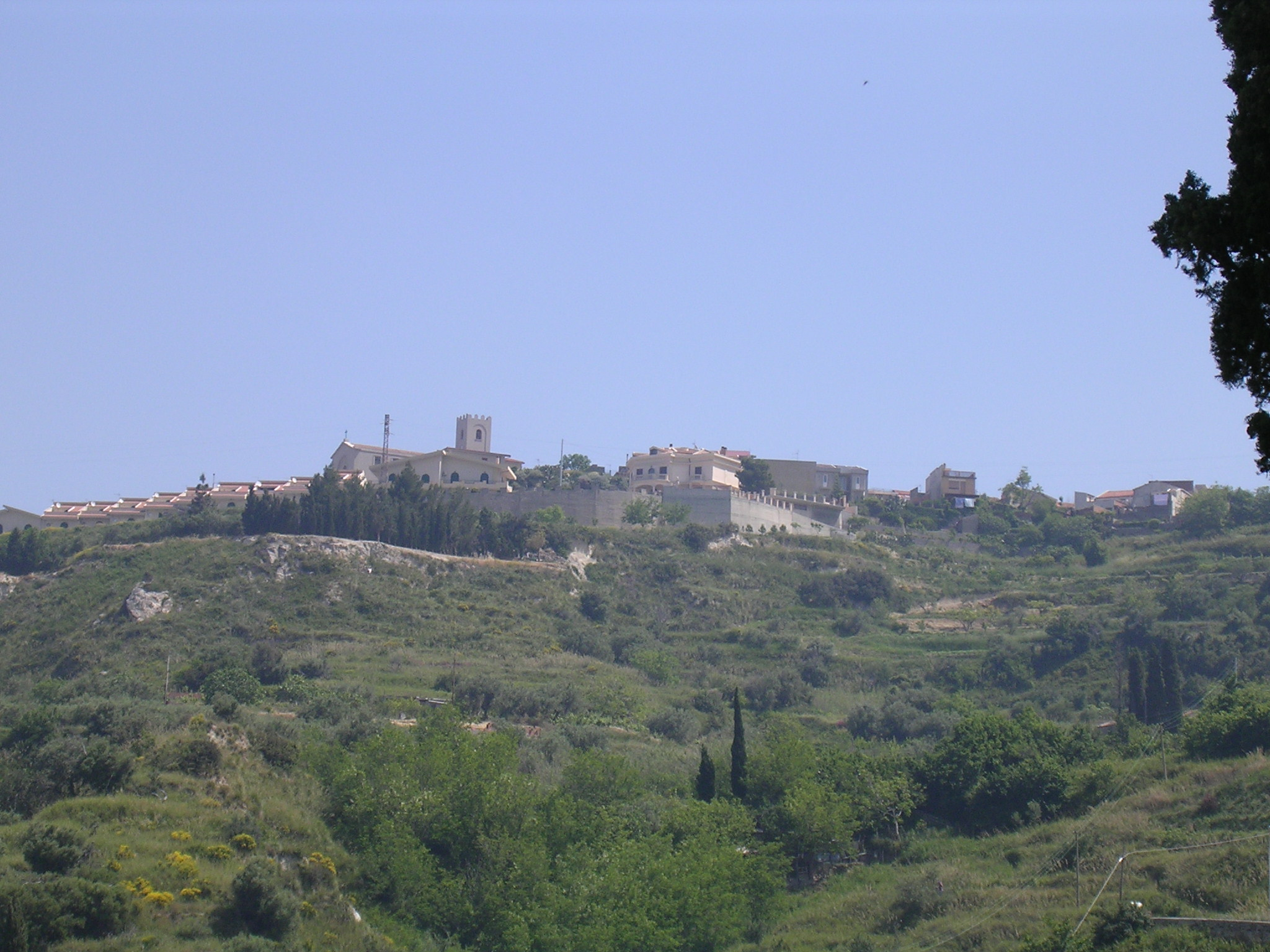
Serro.

A circa 18 chilometri dal centro di Messina (quindici di Autostrada e tre di strada provinciale) si erge su una collina, a 255 metri sopra il livello del mare, Serro: un villaggio nel Comune di Villafranca Tirrena che conta oggi poco meno di centotrenta abitanti: 
A chi dalle alture dei Peloritani, sulla strada provinciale che porta al monte Dinnamare, volge lo sguardo verso ponente per ammirare l'azzurro mare Tirreno, non può sfuggire quel gruppo di case.
In tempi non molto remoti, la popolazione del villaggio fu numerosa e in gran parte dedita all'agricoltura. Poi numerosi fenomeni contribuirono a ridurla considerevolmente: l'urbanesimo, l'attrazione della città, le esigenze di lavoro.ecc.
L'industrializzazione però cambiò il volto della popolazione rimasta: i contadini diventarono lavoratori della gomma, della plastica, delle fibre tessili.
In estate il numero degli abitanti raddoppia, numerose le iniziative, soprattutto: sport, teatro, feste popolari.
Oggi Serro è diventato un luogo di villeggiatura molto ricercato.
Il luogo è tranquillo; l'aria è molto salubre (il clima è ad un tempo collinare e marino).
Il calore dell'ospitalità, caratteristico della gente del sud, è per i Serrentini motivo di continua gioia nei rapporti con i visitatori.
E la gente viene numerosa. I caratteristici vicoli, le piccole piazze, gli angoli, le persone: tanti colori per i visitatori.
Ma non può, chi viene a Serro non sostare nella piazza davanti alla Chiesa.
Lo spettacolo è emozionante. Cielo e mare si fondono per avvolgere in un unico velo le coste tirreniche con i promontori di Calavà, Capo Tindari, Milazzo, di Calabria e delle isole Eolie.
In quel mare si posa dolcemente ogni sera, il sole dando vita a incomparabili tramonti che lasciano tutti estasiati.
Per questo forse Serro è stato da un poeta definito “Una terrazza sul Tirreno”
Anche se le origini di Serro sono molto remote, non si hanno documenti che attestano il succedersi dei fatti storici. Quasi certamente il territorio faceva parte delle proprietà ecclesiastiche dell'antica abbazia basiliana di S. Gregorio di Gesso, fondata nel 1063 dal conte Ruggero. In tempi recenti è stato incorporato nel Comune di Messina e dal 1929 con regio decreto è stato annesso al Comune di Villafranca Tirrena.
Il paesino si snoda sulla cresta di un colle lungo la via Candelora, dalla quale si dipartono, a destra e a sinistra, le sue stradine strette e tortuose, sulle quali si affacciano balconi fioriti e minuscoli giardinetti verdi, profumati e ben curati.
“Piano Chiesa” dà il benvenuto al visitatore che si inerpica per la strada da Villafranca. In particolari condizioni atmosferiche è possibile scorgere un versante dell'Etna.
La Piazza, "Aria Cola", probabilmente "aria" voleva significare aia, luogo tipico della cultura contadina, dove le donne, sfruttando la naturale ventilazione del luogo, erano solite "spagghiari" i legumi per separare i semi dalle foglie e dai residui secchi; "zu Cola" era il nome del probabile proprietario del luogo. Dalla Piazza si scorge l'ampio arco dei Monti Peloritani, la Torre di Pizzo Chiarino, Forte Campone, San Martino di Spadafora, Rometta, Capo Milazzo, Capo Calava e le bellissime isole Eolie. Una stele in marmo ricorda i caduti delle due guerre mondiali.
Allontanandosi dalla piazza si va verso la contrada San Maccati dove, si narra, attorno al 1500 viveva "Zu Riole", un vecchio saggio e veggente, tenuto in gran considerazione dai suoi compaesani che si rivolgevano a lui per avere indicazioni sulle semine, sulle coltivazioni d'annata alle quali sarebbe stato conveniente dedicarsi. Egli viveva in una capanna costruita con rami di ginestra, lontano dal paese, con la sua saggezza contadina e con la stima e l'affetto dei serrentini.
Si dice che abbia predetto l'invenzione del carro senza cavalli, forse il treno o il camion di altre moderne invenzioni. Ed ancora più distante, nei pressi di una stradina giace una grossa pietra, forse una vecchia macina che abili scalpellini hanno lavorato utilizzando una pietra chiamata "giuliana"; dal vecchio nome della contrada in cui risiede. Essa è da sempre meta obbligata di tante passeggiate.
Il borgo conserva ancora molte caratteristiche di tanti anni fa: alcune case custodiscono gelosamente i blocchi di pietra scolpiti a mano, come colonne e archi di portoni. Molti balconi sono sostenuti da "cagnola" anch'essi in pietra scolpita da locali scalpellini che lavoravano la pietra ricavata dal sottostante torrente per fare anche le macine. Si distinse in questo faticoso mestiere la famiglia Bruno.
Nei vicoletti è possibile osservare qualche palmento ancora funzionante dei 15 attivi nel paese, quando la viticoltura era molto attiva, e un frantoio dei tre funzionanti un tempo. Un pozzo, ormai in disuso, fa bella mostra in un angolo antico.
Un'edicola in pietra, al primo piano di una vecchia abitazione, ricorda ancora la devozione di chi vi abitava. Un'altra piazzetta del paese è dedicata alla maestra Giovanna Berlenda che, proveniente dalla provincia di Palermo, si era stabilita a Serro, per svolgere la sua attività di insegnante. Amata e stimata da tutte le famiglie, divenne madrina di battesimo di molti bambini o, comunque, madrina di "fazzoletto" o di "cuffietta"; scrisse le lettere di quelle madri, che avevano i figli lontani e ne lesse le risposte, partecipando con emozione alle loro vicende, anche le più personali ed intime. Condivise con gli abitanti di Serro ogni problema, affrontando con coraggio le conseguenze e pagando di persona, durante il periodo fascista per la questione dell'acqua pubblica.
La chiesa di Serro ha origini molto antiche; probabilmente fu fondata dai Basiliani di Gesso i cui beni comprendevano anche il territorio di Serro che, intorno al 1850, rendeva 4 onze l'anno. L'altare maggiore ha un paliotto in marmo policromo; la parte superiore, dono di alcuni emigranti in America, è in gesso dipinto tipo marmo. Una bella tela del pittore Andrea Bruno del 1658 raffigura la Madonna con le anime del Purgatorio. Sugli altri altari statue di buona fattura sono oggetto della devozione da parte dei parrocchiani.

#### Castello
(Francesco Nicotra, Dizionario illustrato dei Comuni siciliani, 1907)

## Infrastrutture e trasporti

### Ferrovie
Il comune è servito dalla Stazione di Villafranca Tirrena-Saponara posta sulla ferrovia Messina-Palermo.
Posta lungo la strada statale 113, fra il 1890 e il 1932 la località era servita dalla stazione "Bauso" della tranvia Messina-Barcellona, gestita dalla SATS.

### Autobus
Il comune è servito sia da aziende private di trasporto extraurbano sia da alcune linee urbane ed extraurbane di ATM Messina aventi come capolinea via Leonardo Sciascia: dal 1 marzo 2025 vengono estese a Villafranca Tirrena le linee 32, 33 e 33 Bis e dal 2 maggio 2025 le linee 25 e 26.

## Amministrazione
Di seguito è presentata una tabella relativa alle amministrazioni che si sono succedute in questo comune.
| Periodo          | Periodo          | Primo cittadino         | Partito                                  | Carica  | Note   |
| ---------------- | ---------------- | ----------------------- | ---------------------------------------- | ------- | ------ |
| 15 giugno 1988   | 6 giugno 1993    | Santi Vincenzo La Rosa  | Democrazia Cristiana                     | sindaco | [ 12 ] |
| 6 giugno 1993    | 30 novembre 1997 | Domenico Battaglia      | lista civica indipendente                | sindaco | [ 12 ] |
| 30 novembre 1997 | 27 maggio 2002   | Domenico Battaglia      | lista civica                             | sindaco | [ 12 ] |
| 27 maggio 2002   | 14 maggio 2007   | Pietro Giovanni La Tona | Casa delle Libertà                       | sindaco | [ 12 ] |
| 14 maggio 2007   | 7 maggio 2012    | Pietro Giovanni La Tona | lista civica                             | sindaco | [ 12 ] |
| 7 maggio 2012    | 11 giugno 2017   | Matteo De Marco         | lista civica                             | sindaco | [ 12 ] |
| 11 giugno 2017   | in carica        | Matteo De Marco         | lista civica "Impegnati per Villafranca" | sindaco | [ 12 ] |

Il comune di Villafranca Tirrena fa parte delle seguenti organizzazioni sovracomunali: regione agraria n.5 (Montagna litoranea di Messina).

## Sport
- Il Città di Villafranca milita nel campionato di terza categoria Messina ed in passato ha perso, per tre volte, la finale play off per la promozione in serie D.
- Le squadre di calcio a 5 di Villafranca sono due, "A.S.D. Futsal Città di Villafranca" che ha militato per un anno in Serie B nazionale(2013) non più attiva, e lo "Sporting Club Villafranca" che milita nel campionato di serie C2
- Vi è inoltre una squadra di pallavolo, la Libertas Villafranca, avente due squadre militanti in serie C e in Prima Divisione in campo maschile, ed una in Seconda Divisione in campo femminile oltre alle varie giovanili in ambedue gli ambiti.
- Vi è anche una squadra di atletica leggera, gestita dalla società Atletica Villafranca.
- Da oltre 10 anni a Villafranca Tirrena è possibile praticare anche la disciplina sportiva olimpica del tiro con l'arco, con l'Asd Arco Club Serro, affiliata alla Fitarco (Federazione Italiana Tiro con l'Arco)  con 4 specialità:, tiro alla targa, tiro indoor 18 m, tiro di campagna e tiro 3D - all'interno del Club è presente anche un gruppo storico di arcieri medievali.